# Le Grand Char triomphal de l'empereur Maximilien Ier
Le Grand Char triomphal de l'empereur Maximilien Ier (en allemand, Triumphwagen) est une grande gravure sur bois datant de 1518 de l'artiste de la Renaissance allemande Albrecht Dürer, commandée par Maximilien Ier (empereur du Saint-Empire). L'ouvrage était initialement destiné à être la partie centrale d'une Procession triomphale ou Triomphe de Maximilien, de 54 mètres de long représentant Maximilien et son entourage dans une procession. Cette section montre l'empereur dans son carrosse de triomphe, et s'inscrit dans une tradition dépeignant des « triomphes » imaginaires ou de vraies processions, comme les Joyeuses entrées.

## Histoire

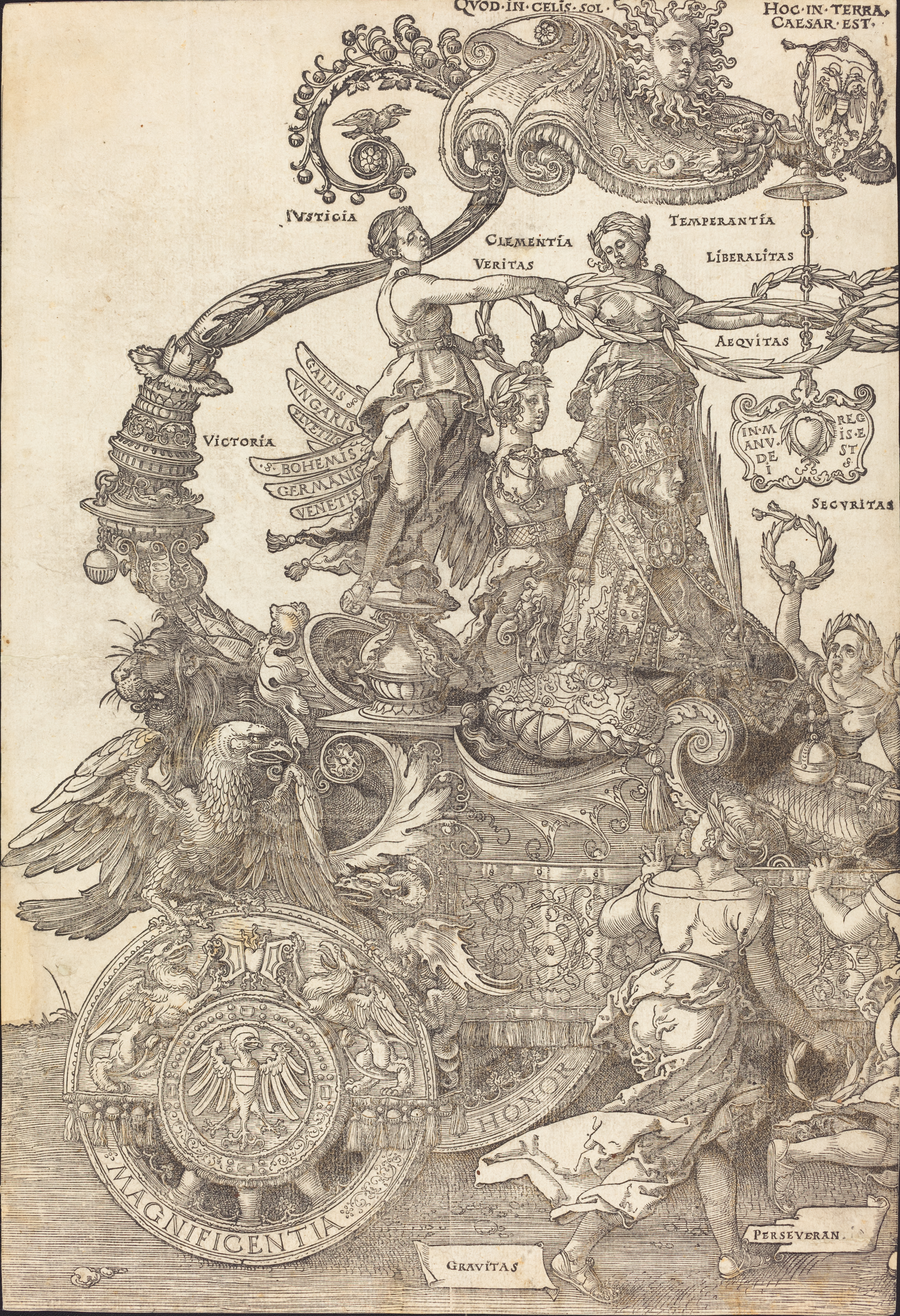
La plus à gauche des huit gravures.

L'œuvre est l'une des trois immenses gravures créées pour Maximilien, l'autre étant l' Arc de triomphe de Maximilien (1512-15, 192 panneaux de gravure sur bois, 3 m de haut et 3,7 m de large) également conçu par Albrecht Dürer, et Le Petit Char triomphal (1516-18, 137 panneaux de gravure sur bois). Les projets monumentaux révèlent la position de Maximilien en tant qu'empereur romain germanique et le lient aux arcs de triomphe et aux triomphes de la Rome antique. Seul l'Arc de Triomphe est achevé avant la mort de Maximilien en 1519 et distribué comme propagande impériale comme il l'a prévu.

## Description
Le Grand Char triomphal terminé est une image composite imprimée à partir de 8 blocs de bois distincts créés par Willibald Pirckheimer. Il mesure environ 0,46 m de haut et 2,4 m de long. Deux blocs représentent une grande calèche ou un carrosse dans lequel Maximilien est assis seul, tenant un sceptre et une palme et portant les tenues impériales et la couronne du Saint-Empire romain, entouré des quatre vertus cardinales, Iustitia (justice), Fortitudo (force), Prudentia (prudence) et Temperantia (tempérance).
L'empereur est assis sous la couronne tenue en l'air par une Victoire, dont les ailes emplumées portent les noms des campagnes militaires de Maximilien : « Gallis » (France), « Ungaris » (Hongrie), « Bohemis » (Bohême), « Elvetiis » (Suisse), « Germanis » (Allemagne) et « Venetis » (Venise).
Les six autres planches montrent chacune une paire de chevaux avec des harnais luxueux, tirant la voiture. 
De nombreuses parties de l'estampe sont notées pour expliquer l'iconographie complexe : les roues sont indiquées « Magnificentia » (magnificence), « Dignitas » (dignité), « Gloria » (gloire) et « Honor » (honneur) ; une rêne est marquée « Nobilitas » (noblesse) et l'autre « Potentia » (pouvoir). Le conducteur de la voiture est « Ratio » (raison). 
Chaque cheval est accompagné d'une figure féminine portant une couronne : d'arrière en avant, « Providentia » (providence) et « Moderatio » (modération), « Alacritas » (rapidité) et « Opportunitas » (opportunité), « Velocitas » (vitesse ) et « Firmitudo » (fermeté), « Acrimonia » (netteté/vivacité/vigueur) et « Virilitas » (virilité), « Audacia » (audace) et « Magnanimitas » (magnanimité), et « Experientia » (expérience) et « Solertia » (compétence). 
Le carrosse est également assisté par quatre figures féminines : « Gravitas » (gravité), « Perserverantia » (persévérance), « Fidentia » (fidélité) et « Securitas » (sécurité). 
La paire de chevaux avant est accompagnée d'un texte consignant la commande de Maximilien à Pirckheimer datée en 1518 d'Innsbruck.
Les figures allégoriques de Dürer sont basées sur des gravures de nymphes dansantes d'Andrea Mantegna.

## Conception
L'œuvre est à l'origine destinée à être la partie centrale du Triomphe de Maximilien, une œuvre proposée en 1512, lorsque Maximilien effectue sa dernière visite à Nuremberg et rencontre Dürer. Les premiers dessins de conception de Dürer de 1512–13 sont détenus par l'Albertina (musée) à Vienne (Autriche) et montrent une calèche beaucoup plus petite. Une aquarelle d'un deuxième schéma plus élaboré dessiné en 1518 par Dürer avec des suggestions de Willibald Pirckheimer est également détenue par l'Albertina. Dans les œuvres antérieures, Maximilien est accompagné dans la voiture par des membres de sa famille, qui ont été omis dans l'impression finale.

## Achèvement et éditions
Après la mort de Maximilien en 1519 et la fin de la pension annuelle de 100 florins versée à Dürer sous Maximilien, Dürer publie les estampes achevées du carrosse en 1522, en tant qu'ouvrage séparé, avec un texte en allemand, dédié à Maximilien et Charles Quint. Cela peut être une tentative de lever des fonds en vendant les tirages ou être considéré comme une démonstration de sa loyauté pour encourager la restauration de son allocation. Les parties restantes de la Procession triomphale, principalement conçues par Hans Burgkmair à partir d'environ 1512, sont publiées pour la première fois en 1526 sur les ordres de l'archiduc Ferdinand.
Les blocs originaux sont utilisés pour imprimer sept éditions de l'estampe. La première édition est publiée à Nuremberg par Dürer lui-même, avec un texte explicatif de Pirckheimer en allemand en 1522, avec une deuxième édition en latin en 1523. Une troisième et une quatrième édition en allemand et en latin sont publiées vers 1559, et une cinquième édition est publiée à Venise en 1589 par l'imprimeur allemand Jacubus Chinig. Des exemplaires de la cinquième édition sont détenus par le British Museum et la bibliothèque du Congrès  Une sixième et une septième édition sont imprimées avant 1601, date à laquelle les gravures sur bois deviennent très usées. Les blocs originaux sont également conservés dans la collection de l'Albertina.